# اوست-کان (جمهوری آلتای)

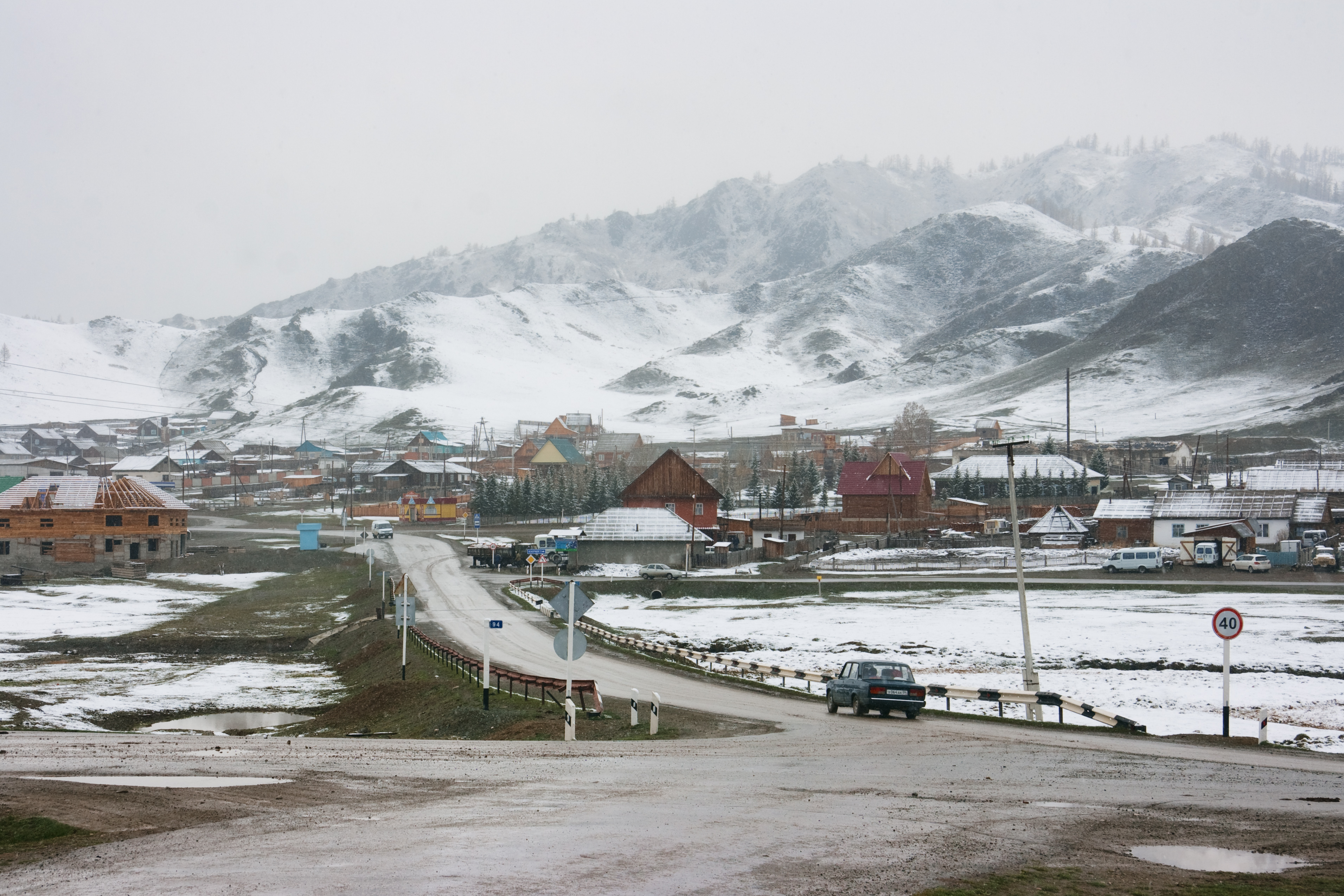
جمهوری آلتای

اوست-کان (به لاتین: Ust-Kan) یک منطقهٔ مسکونی در روسیه است که در جمهوری آلتای واقع شده‌است.